# 大村市立鈴田小学校
大村市立鈴田小学校（おおむらしりつ すずたしょうがっこう、Omura City Suzuta Elementary School）は、長崎県大村市鈴田町にある公立小学校。略称「鈴田小」（すずたしょう）。

## 概要
歴史
1873年（明治6年）に開校した「第五大学区第三中学区鈴田小学校」を前身とする。
校章
校歌
作詞は緒方正善、作曲は伊藤英一による。歌詞は3番まであり、歌詞の校名は登場しない。
校区
岩松町、大里町、中里町、陰平町、小川内町、平町。中学校区は大村市立玖島中学校区。

## 沿革
前史
- 1862年（文久2年）- 鈴田の武士が協議し、陰平郷猫山に道場を設置。
  - 定日に武道を修練し、定日以外は学問を教授。末岡与左衛門が家番兼教師となる。

正史
- 1873年（明治6年）1月 - 学制に基づき、岩松郷の旧庄屋跡に「第五大学区第四中学区鈴田小学校」が開校。
- 実施年月日不明 - 「公立下等鈴田小学校」、「公立中等鈴田小学校」と改称。
- 1886年（明治19年）9月 - 小学校令の施行[2]により、尋常科（4年制）を設置し、「尋常鈴田小学校」と改称。
  - これとは別に、高等小学校へ進学する者を対象に、長崎県は大村[3]に「第十一高等小学校」を設置。
- 1887年（明治20年）- 高等小学校へ進学しない者を対象に、補習科（1年制）を設置。
- 1889年（明治22年）4月1日 - 町村制の施行により、鈴田村立の小学校となる。
- 1892年（明治25年）10月 - 大村の第十一高等小学校が廃校となり、「大村町四ヶ村[4]学校組合立大村高等小学校」が設置される。
- 1899年（明治32年）12月 - 大村高等小学校を運営する学校組合から三浦村とともに脱退し、鈴田・三浦村学校組合立高等小学校を立ち上げ、鈴田尋常小学校に併設。
- 1908年（明治41年）4月1日 - 小学校令の一部改正に伴い、義務教育期間が尋常科4年から尋常科6年に延長される。
  - これを機に、三浦村との学校組合を解消（組合立高等小学校を廃止）し、高等科を併置の上、「鈴田尋常高等小学校」に改称。
- 1919年（大正8年）2月 - 「鈴田農業補習学校」を併設。
- 1929年（昭和4年）4月 - 新校舎が完成。
- 1935年（昭和10年）4月 - 青年学校令の施行により、併設の鈴田農業補習学校が「鈴田青年学校」に改称。
- 1941年（昭和16年）4月1日 - 国民学校令の施行により、「鈴田村国民学校」に改称。尋常科を初等科に改称（初等科6年・高等科2年）。
- 1942年（昭和17年）2月11日 - 大村市の発足により、「大村市鈴田国民学校」に改称。
- 1947年（昭和22年）4月1日 - 学制改革（六・三制の実施）により、「大村市立鈴田小学校」（現校名）が発足。
  - この時、高等科を有する国民学校では小学校に合わせて新制中学校が併設されることが多かったが、鈴田校には併設されず、小学校（旧・国民学校初等科）を卒業した生徒は、大村市街地の大村高等実業青年学校に併設された「大村市立大村中学校[5]」に通学することとなる。
- 1949年（昭和24年）
  - 4月1日 - 「大村市立鈴田中学校[6]」を併設。
    - 当初、中学校校舎未完成のため、1年生を鈴田小学校の校舎に、2・3年生を市立大村中学校（旧・高等実業青年学校）の校舎に収容して分散授業を実施。

  - 6月20日 - 中学校の新校舎（独立校舎）が完成したため、鈴田地区の生徒を収容。分散授業を解消。
- 1957年（昭和32年）7月 - 大水害で校舎・校地に大きな被害を受ける。同年9月に復旧。
- 1966年（昭和41年）4月 - 鈴田中学校が統合により、「大村市立玖島中学校 鈴田校舎」となる。
- 1968年（昭和43年）
  - 3月 - プールが完成。
  - 3月31日 - 大村市立玖島中学校の統合校舎が完成したため、中学校鈴田校舎（旧・鈴田中学校）が廃止。旧中学校の校地・施設が小学校に移管される。
- 1973年（昭和48年）3月 - 創立100周年記念式典を挙行（記念碑建立は1978年（昭和53年）4月）。
- 1974年（昭和49年）4月 - 交通センターが完成。
- 1976年（昭和51年）- 新校舎が完成。旧校舎を解体し、運動場として整備。
- 1984年（昭和59年）
  - 3月 - 体育館が完成。
  - 12月 - 土俵が完成。
- 1987年（昭和62年）8月 - 体育館前に新図工室が完成。
- 1990年（平成2年）2月 - 校舎西側に4教室を増築。
- 1992年（平成4年）
  - 2月 - 校旗を新調。
  - 8月 - 生活科施設（水槽・ベンチ・遊び場・築山）が完成。
  - 10月 - 運動場石垣が完了。
- 1995年（平成7年）9月 - 校舎を大規模改造。 旧鈴田中学校のロータリーを撤去し、畑とする。
- 2000年（平成12年）
  - 3月 - 下水道工事を完了。
  - 10月 - 運動会を鈴田運動広場で開催。
- 2001年（平成13年）9月 - 学校評議員制度を開始。 ALT（アシスタント・イングリッシュ・ティーチャー）を配置
- 2002年（平成14年）1月 - 惣原運動場に八重桜を記念植樹。
- 2003年（平成15年）
  - 2月 - 総合展示資料室が完成。
  - 4月 - 長崎県よりトライ・イングリッシュ・スクール事業（3年間）の実践研究委託を受ける
- 2004年（平成16年）1月 - 運動場のバスケットボールゴールを撤去。
- 2005年（平成17年）1月 - 鈴田こども郵便局を閉局。
- 2006年（平成18年）
  - 4月1日 - 2学期制を開始。
  - 6月 - 回旋塔（遊具）を撤去。
- 2007年（平成19年）10月 - 長崎県主催事業・ふるさとふれあい学習により、壱岐市立八幡小学校の児童と交流。
- 2009年（平成21年）11月 - 長崎県主催事業・ふるさとふれあい学習により、五島市立崎山小学校の児童と交流。
- 2010年（平成22年）2月 - 太陽光発電パネルを設置。
- 2012年（平成24年）2月 - 別館図工室・焼成室を撤去。

## アクセス
最寄りの鉄道駅
- JR九州大村線 岩松駅

最寄りのバス停
- 県営バス 二本松バス停

最寄りの国道・県道
- 国道34号
- 長崎自動車道（鈴田橋）がそばを走っている。

## 周辺
- 大村市立鈴田幼稚園
- 鈴田保育園
- 鈴田郵便局
- 長崎県警察 大村警察署 鈴田警察官駐在所
- JA長崎県央鈴田支店

## 参考資料
- 「大村市史 下巻」（1961年（昭和36年）2月11日発行, 大村市役所）

## 関連事項
- 長崎県小学校一覧